# Хэкэторн, Джордж
Джо́рдж Хэкэторн (англ. George Hackathorne; 13 февраля 1896, Пендлтон, Орегон — 25 июня 1940, Лос-Анджелес, Калифорния) — американский актёр водевилей эпохи немого кино, наиболее известный по роли  в фильме Том Сойер (1917). 

## Биография
Родился и вырос в городе Пендлтон, штат Орегон. Не получил высшее образование и получил профессию актёра. Начал карьеру детским актёром в репертуарном театре а затем выступал в водевилях. Позже, Хэкэторн со своим братом создали театр с которым гастролировали по Соединенным Штатам Америки. 
Скончался 25 июня 1940 года в Лос-Анджелесе. Похоронен на кладбище Hollywood Forever. 

## Фильмография
- 1917 — Том Сойер — Сид Сойер[англ.]
- 1920 — Последний из могикан — капитан Рэндольф
- 1923 — Карусель — Варфоломей Грубер
- 1924 — Высшая мера — Дэн О'Коннор
- 1929 — Шквал — Ники
- 1938 — Разгром рэкета — детектив (нет в титрах)
- 1939 — Унесённые ветром — раненый солдат (нет в титрах) [4]